# Хотінов Віктор Михайлович
Хотінов Віктор Михайлович — український кінооператор-документаліст. Член Національної спілки кінематографістів України.
Народився 10 травня 1936 р. в Дніпропетровську в родині службовця. Закінчив геологічний факультет Львівського державного університету (1959) і операторський факультет Всесоюзного державного інституту кінематографії (1970). Працював на Львівській студії телебачення (1961 — 1974).
З 1974 р. — оператор Львівського корпункту «Укркінохроніки».

## Фільмографія
Зняв стрічки:
- «Женихи» (1969, Перший приз Всесоюзного фестивалю телефільмів, Ленінград, 1969),
- «І самого життя»,
- «Барви осені» (1969),
- «Мої побратими — дерева» (1971),
- «Місто давнє — місто молоде» (1972),
- «Земля Світ-озера» (1973),
- «Стрибок вглиб землі» (1974, реж. і опер.),
- «Буду лісоводом»,
- «Здрастуй, сестро!» (1975),
- «Кроки історії» (1975, ЦСДФ),
- «Якість — завдання генеральне» (авт. сцен., реж. і опер.),
- «Стратегія якості» (у співавт.),
- «Олімпійці серед нас» (1976),
- «Радянська Львівщина» (1976, Диплом Всесоюзного огляду політичного телефільму, Львів, 1979),
- «Три обличчя Пітера Ментена»,
- «П'ять днів на початку літа» (1977),
- «Хліб України. Рік 1977» (1977, у співавт.),
- «Хто ви, містере Климчук?» (1978, Диплом Всесоюзного огляду політичного телефільму, Львів, 1979),
- «Гірке відлуння» (1979, у співавт.),
- «Без строку давності» (1981),
- «Неофіти» (у співавт.),
- «Заради життя» (1996, у співавт.) та ін.